# Shi Chen

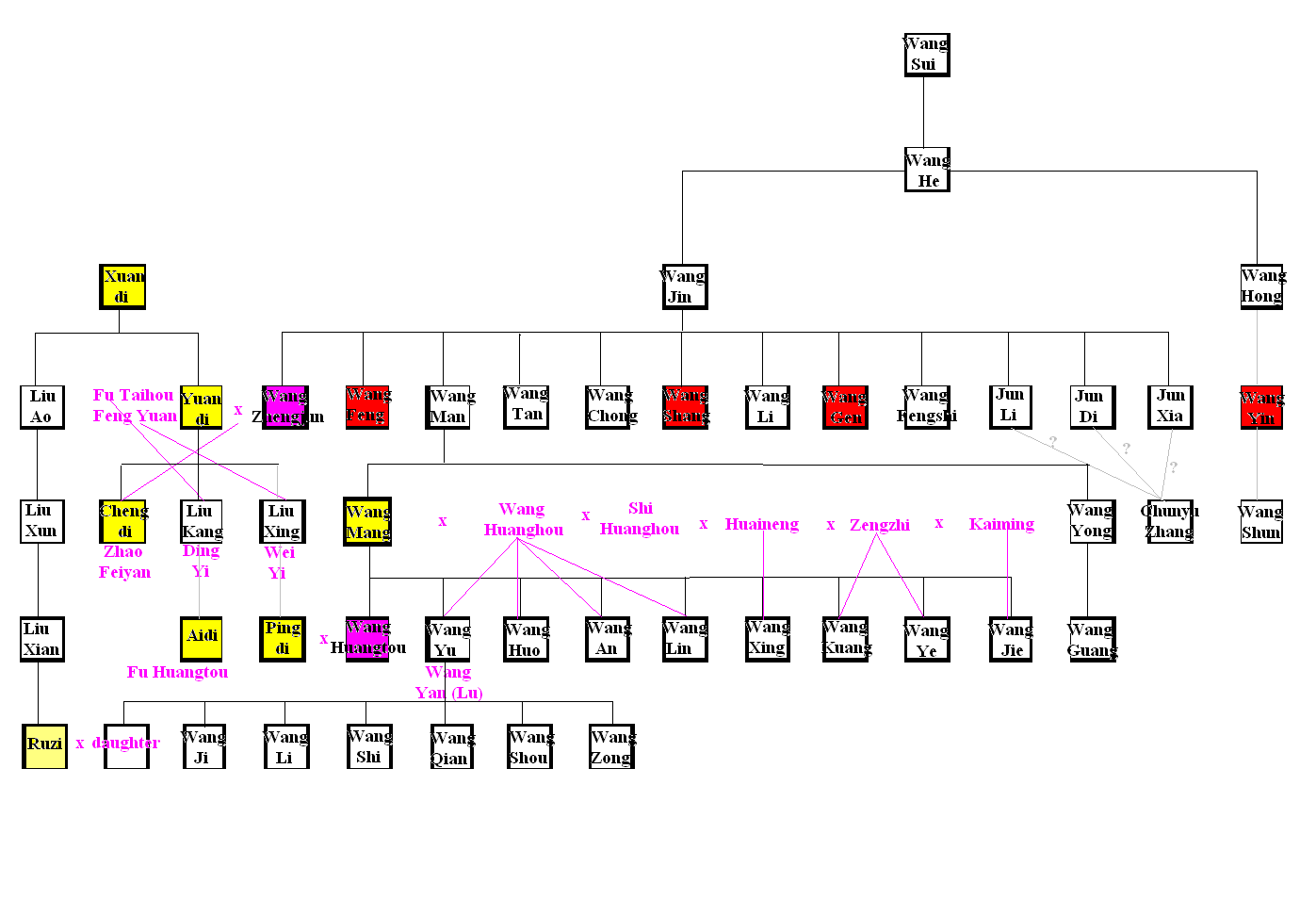
Stamboom van de familie Wang

Shi Chen (†23? na Chr.) was een schoonvader van de Chinese keizer Wang Mang (r. 9-23 na Chr.). Zijn dochter, Shi Huanghou was de tweede officiële echtgenote van Wang Mang. Hij huwde haar in de lente van 23, toen zijn rijk al op instorten stond. In oktober van dat jaar veroverden opstandelingen de hoofdstad Chang'an, Wang Mang werd door hen gedood en Shi Chen na zijn overgave geëxecuteerd.

## Biografie
Toen zijn dochter tot keizerin werd benoemd, ontving Shi Chen de adellijke titel markies van Heping (和平侯, Heping hou) en werd hij benoemd tot Ningshi Jiangjun (寧始將軍, Vredebrengende generaal). Hij nam als Gengshi Jiangjun (更始將軍, Generaal van het nieuwe begin) in augustus 23 deel aan de onderdrukking van de samenzwering tegen Wang Mang, die was gepland door Dong Zhong (董忠), de opperbevelhebber van het leger en waaraan ook twee naaste vertrouwelingen van Wang Mang, Liu Xin en Wang She hadden deelgenomen. 
In een laatste poging zich tegen de oprukkende opstandelingen te verdedigen liet Wang Mang gevangen genomen misdadigers vrij en voorzag ze van wapens. Zij kwamen onder bevel van Shi Chen, maar sloegen bij het passeren van een brug over de Wei-rivier op de vlucht. In oktober 23 veroverden opstandelingen de hoofdstad Chang'an en Wang Mang werd gedood. Shi Chen gaf zich over, maar werd op bevel van de Gengshi-keizer (更始帝, r.23-25) alsnog omgebracht.